# Henri-Emmanuel de Roquette
Henri-Emmanuel de Roquette (v. 1655 - 4 mars 1725) est un homme d'Église français.
Docteur en Sorbonne et prédicateur, il est abbé de l'abbaye de Saint-Gildas-de-Rhuys en 1681 et fréquente à Paris le salon de la marquise de Lambert. Il prononce en 1702 l'oraison funèbre de Jacques II d'Angleterre et il est secrétaire de l'Assemblée générale du clergé de France tenue à Paris en 1705. Prieur commendataire de Saint-Hymer en Normandie, il est élu membre de l'Académie française en 1720.